# Кунград
Кунград (до 1969 року — Желєзнодорожний; кар. Qonʻiʻrat; узб. Қўнғирот, Qoʻngʻirot) — місто районного підпорядкування в Каракалпакстані (Узбекистан), центр Кунградського району.
Місто розташоване в дельті Амудар'ї, за 105 км на північний захід від Нукуса. Залізнична станція на лінії Бейнеу — Тахіаташ. Аеропорт. Через місто проходить автошлях E40.
Населення 80 090 мешканців (перепис 2018).
Підприємства залізничного транспорту. Компресорні станції газопроводів Бухара—Урал і Середня Азія—Центр.
Кунград виник у середині XX ст. під назвою Желєзнодорожний як селище будівельників залізниці Чарджоу — Кунград. У 1960 році в селі була відкрита станція, названа за сусіднім містом Кунград, що забезпечило швидкий розвиток населеного пункту, і в 1962 році Желєзнодорожний отримав статус селища міського типу. Продовження залізниці до Бейнеу посилило транспортне значення селища і в 1969 році воно було перетворене на місто, отримавши назву від залізничної станції — Кунград. При цьому сусіднє місто Кунград було перетворене на смт і перейменоване на Алтинкуль.
Назва «Кунград» походить від назви одного з турецьких родів «кунград» (конгірот), від якого походять сучасні народи Середньої Азії.